# 卢福坦
卢福坦（1891年1月—1969年11月7日），别名李翌、李燕谋，字腾光。山东泰安旧镇人。中国共产党早期党员，曾任中共中央政治局常委、中共山东省委书记，后叛离中共。1951年被捕，长期羁押，文革时被处决。

## 生平
1926年加入中国共产党。1927年先后担任中共青岛市委书记、山东省执行委员会书记。1928年中共六大上当选为中共中央委员，中共六届一中全会上当选为中央政治局候补委员。1928年11月任中共山东省委书记。1930年任中共河北省委书记、中共河南省委书记。1931年在中共六届四中全会上当选为中央政治局委员。1931年9月临时中央成立，任常委，并任中华苏维埃共和国临时中央政府执行委员。1932年任上海总工会委员长，中华全国总工会党团书记，后兼组织部部长。
1933年1月于上海公共租界被捕后叛变，曾任国民党特务机关中央调查统计局徐州特区行动股长、中统上海区情报股长、京赣铁路调查统计室南昌区区长等职。中华人民共和国成立后，于1951年5月24日在昆明被人民政府逮捕并在上海被长期关押。1968年因在文化大革命中交代出1930年代赵溶（康生）被捕叛变的经过，由康生、中华人民共和国公安部部长谢富治签署命令，于1969年11月被处决。